# Santiago Herrero
Santiago Herrero (Madrid, 6 mei 1943 - Douglas, 10 juni 1970) was een Spaans motorcoureur.

## Biografie
Toen hij pas 12 jaar oud was kocht Santiago Herrero zijn eerste motorfiets. In 1962 kreeg hij zijn racelicentie. Hij kwam uit met een Derbi die hij zelf onderhield. Al snel kocht hij een Bultaco 125 Tralla waarmee hij opviel bij Luis Bejarano, de eigenaar van het merk Lube. Die bood hem een baan bij zijn wedstrijdafdeling in Bilbao aan. In 1964 eindigde Herrero als vierde in het Spaanse 125 cc-kampioenschap en in 1965 werd hij tweede. In dat jaar beëindigde men bij Lube echter de productie. Santiago Herrero besloot daarop zijn eigen motorwerkplaats in Bilbao te beginnen. Hij kocht een Bultaco en ging als privérijder weer racen. In die tijd had Eduardo Giró een nieuwe Ossa-racer met een monocoque-frame ontwikkeld. Ook hij zag het talent van Herrero, als coureur maar ook als technicus. Hij vroeg Herrero de Ossa 250 cc racer verder te ontwikkelen. Herrero won daarmee de Spaanse 250 cc-titel in 1967.

## Wereldkampioenschap wegrace

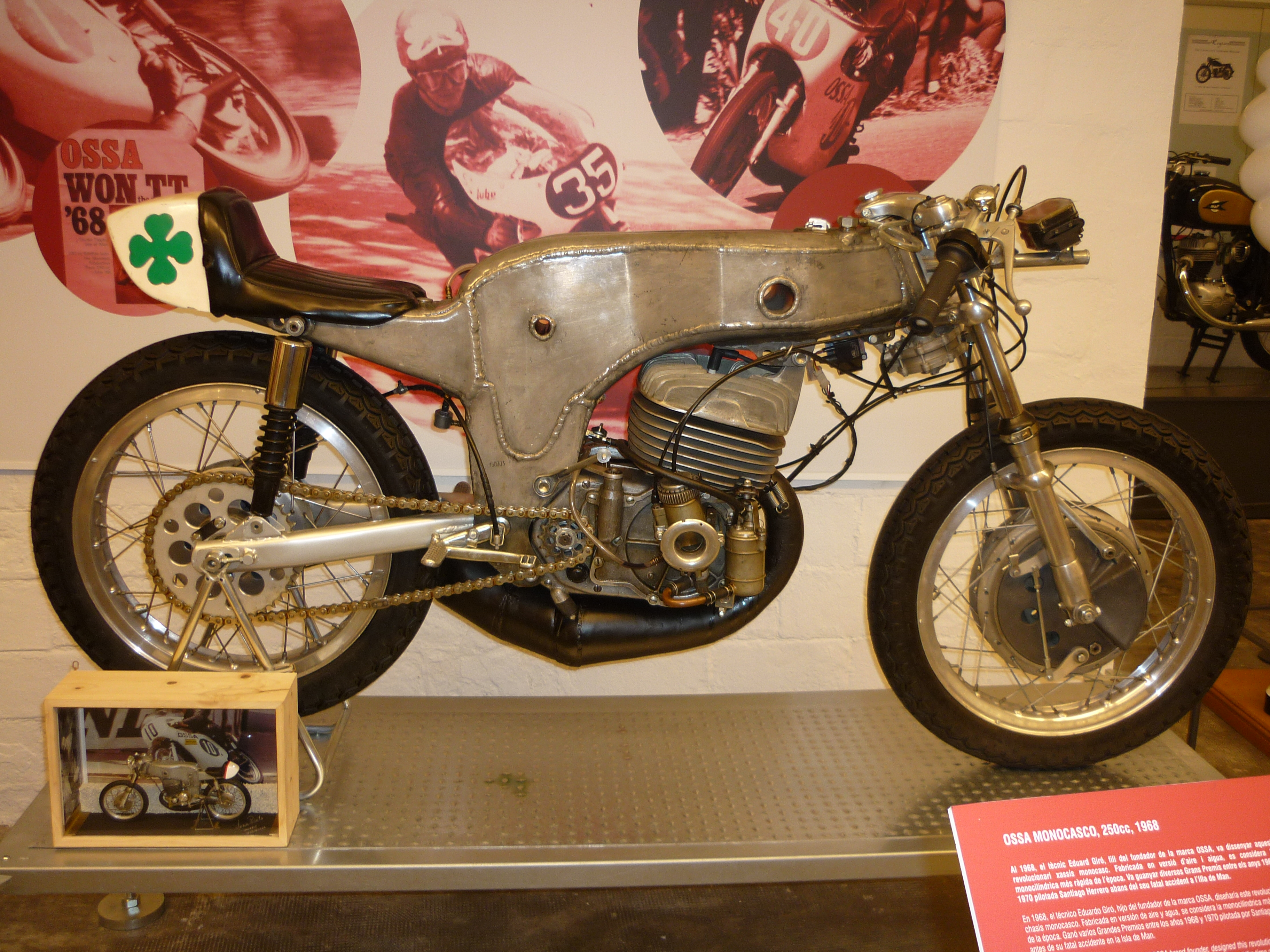
luchtgekoelde versie van de 250 cc Monococque Ossa

In het seizoen 1968 trad Santiago voor het eerst in het wereldkampioenschap wegrace aan. In die tijd waren er nog vrijwel geen technische beperkingen voor de motorfietsen en hij moest met zijn eenvoudige eencilinder Ossa met 20 pk aantreden tegen de viercilinder Yamaha RD 05 A's van Phil Read en Bill Ivy, waarvan het vermogen werd geschat op 60 à 65 pk. De Ossa had wel een gewichtsvoordeel van ca. 20 kg en het monocoque-frame was bijzonder stijf. In de Grand Prix van Spanje wist Herrero lang de tweede plaats vast te houden, tot hij uitviel. In de Lightweight 250 cc TT op het eiland Man werd hij zevende. In de laatste race van het seizoen, de GP des Nations op Monza kwam hij op het podium. Hij werd derde achter Read en Ivy en haalde daarmee de 8 punten die hem op de zevende plaats in de eindstand van de 250 cc klasse brachten. Hij werd ook opnieuw Spaans kampioen.
In 1969 was Yamaha officieel uit het WK gestapt, waardoor de viercilinder tweetakten verdwenen. De Yamaha TD 2 productieracer was echter ook erg snel, en de fabriek gaf hier en daar ook nog steun aan coureurs als Kent Andersson en Rodney Gould. Bovendien reed de 250 cc viercilinder van Benelli nu het hele seizoen mee. Toch won Herrero al in de openingsrace in Spanje, met 25 seconden voorsprong op Andersson. In Spanje kreeg hij ook een 50 cc Derbi. Daarmee vocht hij vijf ronden lang met de Nederlander Aalt Toersen (Van Veen-Kreidler), maar toen viel Herrero. 
In Duitsland viel Herrero uit, maar in Frankrijk pakte hij in de derde ronde de leiding om die niet meer af te staan. Nadat hij in de Lightweight 250 cc TT derde was geworden stond hij zelfs aan de leiding van het wereldkampioenschap. Vooral de derde plaats op de Snaefell Mountain Course, 60 km lang met zeer snelle stukken, werd als een bijzondere prestatie beschouwd, gezien het beperkte vermogen van de Ossa. Inmiddels was Kel Carruthers door Benelli aangetrokken omdat hun fabrieksrijder Renzo Pasolini geblesseerd was geraakt. Tijdens de TT van Assen trainde Santiago Herrero met een watergekoelde versie van zijn Ossa, maar hij reed in de race met de luchtgekoelde machine. Hij werd derde nadat Rodney Gould problemen had gekregen met zijn bougies. In de 50 cc race werd hij zevende. In de 250 cc GP van België reed Carruthers aan de leiding toen hij een paar keer misschakelde, waardoor Herrero en Gould hem konden passeren. Herrero won die race. In de 50 cc race reed Herrero aan de leiding met zijn Derbi, maar hij stond die af aan zijn teamgenoot Barry Smith. Een tactische zet, want Smith was de best geklasseerde Derbi-coureur in het kampioenschap. In de natte 250 cc race in de DDR kwam Herrero aan de leiding, maar hij moest het gevecht aangaan met Renzo Pasolini, dat hij nipt wist te winnen. In de 50 cc race eindigde hij op de tweede plaats, 20 meter achter zijn teamgenoot Ángel Nieto. In Tsjecho-Slowakije vocht Santiago Herrero in de 250 cc klasse om de eerste plaats met Pasolini. In de twaalfde ronde werd die echter overgenomen door Kent Andersson en in de veertiende ronde vielen Herrero en Pasolini allebei. Herrero kon nog in de pit komen om zijn stuurhelften te laten repareren, maar daardoor had hij al een ronde achterstand. In de 50 cc race viel hij uit door een gebroken zuiger. Ook in de Ulster Grand Prix viel Santiago Herrero in de 250 cc race. In de tweede ronde gleed hij tijdens het gevecht met Rodney Gould een akker in, waarbij hij zijn arm brak. Hij was toen in de 50 cc race al uitgevallen door een blokkerende achterrem. Herrero kwam daarna niet meer aan de start in de 50 cc klasse. In de 250 cc Grand Prix des Nations werd Herrero vijfde, waardoor hij met nog één race te gaan aan de leiding van het wereldkampioenschap stond, met slechts een punt voorsprong op Kel Carruthers. De wereldtitel ging voor Herrero verloren door een val in de zevende ronde van de laatste race, de natte GP van Joegoslavië. Hij werd in de eindranglijst zelfs nog gepasseerd door Kent Andersson, waardoor hij slechts derde werd. Voor de derde opeenvolgende keer werd hij Spaans 250 cc-kampioen.
In de tweede week van januari 1970 ging Santiago Herrero naar de Triumph-fabriek, waar hij een Triumph T150 Trident leende om de Snaefell Mountain Course op het eiland Man nog eens te verkennen. Het tekende zijn professionele instelling. Dit was het moeilijkste circuit en daar moest hij goed beslagen ten ijs komen, want de Ossa was er zeer in het nadeel. In de openings-Grand Prix (Duitsland) viel hij uit, maar in Frankrijk leverde hij een geweldige prestatie. Hij kon de Yamaha's van Gould en Andersson goed bijhouden. Andersson viel uit, maar Herrero viel. Hij kon nog wel verder rijden, maar lag nu derde achter László Szabó (MZ). Herrero heroverde de tweede plaats in een hevig gevecht met Szabó, die derde werd. De 250 cc race in Joegoslavië was erg spannend, vooral dankzij het geweldige rijden van Santiago Herrero. Aanvankelijk ontstond er een flink gevecht om de leiding tussen Kel Carruthers en Kent Andersson. Herrero was toen nog in een gevecht om de derde plaats gewikkeld met Dieter Braun (MZ). Toen diens koppeling begon te slippen dichtte Herrero het gat met Andersson. Uiteindelijk wist Herrero een gaatje van 2 seconden te slaan, maar Carruthers had inmiddels 5 seconden voorsprong genomen en die kon Herrero met zijn eencilinder Ossa niet meer dicht rijden. Nu lachte het geluk hem echter toe, want in de laatste ronde liep de Yamaha van Carruthers heel even op één cilinder om daarna vast te slaan. Herrero won aldus, Andersson werd tweede en Gould werd derde. Hoewel de Yamaha's onverslaanbaar werden geacht, ging Ossa-rijder Santiago Herrero opnieuw als leider in het wereldkampioenschap naar het eiland Man.

## Overlijden
Tijdens de Lightweight 250 cc TT op 8 juni viel Santiago Herrero bij Braddan en verloor een minuut met het weer rijklaar maken van zijn machine. Herrero was ondanks zijn tijdverlies nog steeds vierde. In de vierde ronde schoof Stan Woods (Yamaha) door naar de tweede plaats, nu de Yamaha van Rodney Gould duidelijk langzamer werd. Woods stopte in de vijfde ronde om aan zijn motor te werken, waardoor Herrero weer naar de tweede plaats kwam. Bij de 13e mijlpaal, kort voor het binnenrijden van Kirk Michael, viel hij echter over gesmolten asfalt. Hij sloeg tegen een boom en moest per helikopter worden overgebracht naar het ziekenhuis. Ook Stan Woods viel op dezelfde plaats en brak daarbij zijn enkel. Santiago Herrero overleed twee dagen na zijn val in het ziekenhuis. Ossa stopte onmiddellijk en voorgoed met haar deelname aan wegraces.

## Wereldkampioenschap wegrace resultaten
- Races in vetgedrukt geven behaalde polepositions aan; races in cursief geven een snelste ronde tijdens de race aan.

| Jaar | Klasse | Merk  | 1       | 2       | 3       | 4       | 5     | 6       | 7     | 8       | 9     | 10      | 11    | 12      | Punten | Plaats | Overwinningen |
| ---- | ------ | ----- | ------- | ------- | ------- | ------- | ----- | ------- | ----- | ------- | ----- | ------- | ----- | ------- | ------ | ------ | ------------- |
| 1968 | 250 cc | Ossa  | DUI 6   | SPA DNF | IOM DNF | NED 6   | BEL 5 | DDR DNF | TSJ - | FIN -   | ULS - | NAT 3   |       |         | 8      | 7e     | 0             |
| 1969 | 50 cc  | Derbi | SPA -   | DUI -   | FRA -   |         | NED 7 | BEL 2   | DDR 2 | TSJ -   |       | ULS -   | NAT - | YUG -   | 28     | 7e     | 0             |
| 1969 | 250 cc | Ossa  | SPA 1   | DUI DNF | FRA 1   | IOM 3   | NED 3 | BEL 1   | DDR 2 | TSJ DNF | FIN 6 | ULS DNF | NAT 5 | YUG DNF | 83     | 3e     | 3             |
| 1970 | 250 cc | Ossa  | DUI DNF | FRA 2   | YUG 1   | IOM DNF | –     | –       | –     | –       | –     | –       | –     | –       | 27     | 8e     | 1             |